# Agathomyia cinerea
Agathomyia cinerea är en tvåvingeart som först beskrevs av Zetterstedt 1852.  Agathomyia cinerea ingår i släktet Agathomyia och familjen svampflugor. Arten är reproducerande i Sverige. Inga underarter finns listade i Catalogue of Life.